# Бенгалско дебело лори
Бенгалското дебело лори (Nycticebus bengalensis) е вид примат от семейство Лориеви (Lorisidae). Видът е уязвим и сериозно застрашен от изчезване.

## Разпространение и местообитание
Разпространен е в Бангладеш, Виетнам, Индия, Камбоджа, Китай, Лаос, Мианмар и Тайланд.
Обитава градски и гористи местности и плантации в райони с тропически климат, при средна месечна температура около 23,3 градуса.

## Описание
Теглото им е около 1,1 kg. Дължината на опашката им е около 2,5 cm, а тази на ушите – към 2,3 cm.
Популацията на вида е намаляваща.